# Vandenboschia johnstonensis
Espèce
Vandenboschia johnstonensis est une espèce de fougère de la famille des Hyménophyllacées.
Synonyme : Trichomanes johnstonense F.M.Bailey
Le nom a été donné à cette espèce par Frederick Manson Bailey en raison de sa présence aux abords de la rivière de Johnstone (« Johnstone River »), située dans le Queensland et dédiée à Robert Johnstone.

## Description
Cette espèce présente les caractéristiques suivantes :
- un rhizome long rampant, couvert de poils noirs ;
- pas de frondes avortives ;
- pas de fausses nervures ;
- le pétiole, de 7 à 14 cm de long, est anguleux, brunâtre à la base ;
- le limbe, triangulaire divisé deux fois, a entre 20 et 40 cm de long pour 10 à 25 cm de large ;
- les sores, aux extrémités des segments latéraux, sont peu nombreux et recouverts d'une indusie tubulaire à l'orifice bi-lobé.

## Distribution
Cette espèce est présente en Australie dans le Queensland.
Il s'agit d'une fougère terrestre, de milieux humides.